# Charlotte Wells
Charlotte Wells (Edimburgo, 13 de julho de 1987) é uma cineasta, escritora e produtora escocesa. Ela é conhecida por sua estreia como diretora no longa-metragem, Aftersun (2022), recebendo vários prêmios e indicações, incluindo o Gotham, British Independent Film Awards e Prêmio Sindicato dos Diretores da América de 2023.